# Игрушки (фильм)
«Игрушки» (англ. Toys) — кинокомедия, выпущенная в 1992 году компанией 20th Century Fox. Режиссёром ленты выступил Барри Левинсон, в главной роли задействован Робин Уильямс. Картина провалилась в прокате, несмотря на хороший актёрский состав и отличное продюсирование. В фильме состоялся актёрский дебют Джейми Фокса.

## Сюжет
Владелец фабрики игрушек «Зиво» Кеннет Зиво умирает и передаёт владение фабрикой брату, генералу в отставке Леланду Зиво, считая своего сына Лесли недостаточно готовым. Его брат сперва не знает, что ему делать с фабрикой, а потом решает делать военные игрушки. Он подключает к управлению фабрикой своего сына Патрика.
Генерал использует в своих целях всё большую и большую часть фабрики, что не нравится Лесли, его сестре Алсейше, и их друзьям Гвен и Оуэну. Лесли начинает подозревать неладное, видя, как на фабрику привозят детей. Он проникает на засекреченную часть фабрики и понимает, что детей учат управлять военными машинами через видеоигры. Патрик решает действовать против отца.
Вместе с Лесли они пытаются проникнуть к центральному пульту управления и остановить генерала. С ними идут Алсейша, Гвен и Оуэн. Происходит битва новых военных игрушек генерала и старых игрушек, производимых Зиво уже много лет.
В самом конце секретное оружие генерала «морская свинка» стреляет в Алсейшу, которая оказывается андроидом, сделанным старым Зиво для сына. Лесли чинит сестру, Гвен соглашается стать его девушкой.

## В ролях
- Робин Уильямс — Лесли Зиво
- Майкл Гэмбон — генерал в отставке Лиланд Зиво
- Джоан Кьюсак — Алсейша Зиво
- Робин Райт — Гвен Тайлер
- LL Кул Джей — капитан Патрик Зиво
- Дональд О’Коннор — Кеннет Зиво
- Артур Малет — Оуэн Оуэнс
- Джейми Фокс — Бейкер
- Джек Уорден — старый генерал Зиво
- Деби Мейзар — сиделка Дебби
- Ярдли Смит — мисс Драм

## Награды и номинации
- 1993 — участие в конкурсной программе Берлинского кинофестиваля.
- 1993 — две номинации на премию «Оскар»: лучшая работа художника и декоратора (Фердинандо Скарфиотти, Линда Дешенна), лучшие костюмы (Альберт Вольски).
- 1993 — шесть номинаций на премию «Сатурн»: лучший фэнтезийный фильм, лучший актёр (Робин Уильямс и Майкл Гэмбон), лучшая актриса второго плана (Робин Райт), лучшая музыка (Ханс Циммер, Тревор Хорн), лучшие костюмы (Альберт Вольски).
- 1993 — номинация на премию «Золотая малина» за худшую режиссуру (Барри Левинсон).